# New York brûle-t-il ?
New-York brûle-t-il ? est un roman de Dominique Lapierre et Larry Collins publié en 2004.

## Résumé
Trois ans après le 11 septembre, des terroristes cachent une bombe atomique au cœur de New York.
Si le président américain n'oblige pas les Israéliens à quitter toutes les colonies des territoires arabes occupés, Manhattan sera rayé de la carte.
Faut-il céder à ce chantage ? Des terroristes peuvent-ils vraiment se procurer une bombe atomique et l'introduire sur le territoire américain?
Y a-t-il, pour les forces de l'État le plus puissant de la planète, la moindre chance de la trouver et de la désamorcer ? Peut-on évacuer New York ?
Deux ans d'enquête, une quantité impressionnante de documents examinés, dont beaucoup ultraconfidentiels ; plus de trois cents personnes interrogées aux États-Unis, en Israël, en Grande-Bretagne, en Inde, dans les centres les plus secrets de la guerre contre le terrorisme.